# Vår Energi
Vår Energi ist ein norwegisches Unternehmen der Öl- und Gasindustrie. Es ist im OBX Index gelistet.

## Geschichte
Der Konzern entstand im Jahr 2018 durch eine Fusion einer Tochtergesellschaft der Eni und PointResources. 2019 wurde dann ein NCS Portfolio von Exxon Mobil dazugekauft. Im Jahr 2024 konnte die norwegische Neptune Energy komplett übernommen werden.

## Eigentümerstruktur
Per Ende 2023 sind Eni International BV mit 63 % und Springpoint holding mit 13 % die Hauptaktionäre der Gesellschaft. Der Rest verteilt sich im Streubesitz.